# Sainte-Pazanne

Localització de Sainte-Pazanne

Sainte-Pazanne (en bretó Santez-Pezhenn) és un municipi francès, situat a la regió de país del Loira, al departament de Loira Atlàntic, que històricament ha format part de la Bretanya. L'any 2006 tenia 4.758 habitants. Limita amb els municipis de Port-Saint-Père, Saint-Mars-de-Coutais, Saint-Même-le-Tenu, Fresnay-en-Retz, Bourgneuf-en-Retz i Saint-Hilaire-de-Chaléons.

## Demografia
| 1962                                       | 1968  | 1975  | 1982  | 1990  | 1999  |
| ------------------------------------------ | ----- | ----- | ----- | ----- | ----- |
| 1.349                                      | 1.361 | 1.370 | 1.716 | 1.695 | 2.143 |
| Des de 1962: població sense dobles comptes |       |       |       |       |       |

## Administració
| Període   | Identitat                    | Partit |
| --------- | ---------------------------- | ------ |
| 1965-1977 | Armand Gauvrit               |        |
| 1977-1995 | Gonzague Guillet de LaBrosse |        |
| 1995-2005 | Daniel Thébaudeau            |        |
| 2005-     | Bernard Morilleau            |        |